# Guardia (Catania)
Santa Maria della Guardia, noto anche come Guardia (A Vàddia in dialetto catanese) è un quartiere della città di Catania facente parte della II Circoscrizione (Ognina  Picanello - Barriera  Canalicchio).

## Origine del toponimo
Il toponimo del quartiere deriva dalla presenza di una chiesa intitolata al culto di Nostra Signora della Guardia. 
Secondo altre fonti deriverebbe invece dalle garitte di guardia sorte in epoca spagnola nell'area denominata "contrada Guardia", facenti parte delle mura difensive fatte erigere a Catania dal re Carlo V d'Asburgo.

## Geografia
Santa Maria della Guardia è situato nella parte nordorientale dell'abitato di Catania. Confina a nord con i quartieri Picanello e Rotolo, ad ovest con Cristo al Re del Gaìto, ad est con San Giovanni li Cuti, a sud con il Gaìto. 
Il suo nucleo storico è rappresentato dalla Piazza Santa Maria della Guardia, in cui incrociano la Via Zoccolanti, Via Duca degli Abruzzi, Via Vecchia Ognina, Via Messina e Via Giacomo Leopardi. Altra strada importante è il Viale Alcide De Gasperi, che rappresenta la principale via d'accesso alla zona da Piazza Europa.

## Storia
Lo sviluppo del quartiere si verificò a partire dal XIX secolo, e sorse come borgata marinara, su un'area la cui superficie si presentava arida di nuda e nera lava vulcanica, probabilmente in seguito all'eruzione dell'Etna del 1669.
Nel secondo dopoguerra, la Guardia, fu tra le zone di Catania maggiormente interessate dal suo sviluppo edilizio, che portò alla costruzione di numerosi edifici residenziali, ed in conseguenza di ciò fu inglobata nel tessuto urbano.

## Monumenti e luoghi d'interesse
Nella piazza principale sorge la Chiesa di Santa Maria della Guardia, eretta nel 1870, e realizzata in stile architettonico neogotico.

## Economia
L'economia del quartiere si basa essenzialmente sul settore terziario, in particolare servizi e commercio.

## Trasporti
La zona è regolarmente servita dai mezzi pubblici dell'AMT, e vi transitano gli autobus delle linee 530, 935, S2.